# Alfredo Poviña
Alfredo Poviña (San Miguel de Tucumán, 1904 - 1986) fue un sociólogo argentino considerado como uno de los principales exponentes y practicante de la sociología de cátedra de Latinoamérica.
Doctorado de la Facultad de Derecho y Ciencias Sociales de la Universidad Nacional de Córdoba en 1930 con su tesis Sociología de la Revolución. Desde ese año profesor de sociología de la misma facultad. Dirige entre 1939 y 1943 la Revista de la Universidad Nacional de Córdoba. En 1939 designado profesor adjunto de Sociología de la Facultad de Filosofía y Letras de la Universidad de Buenos Aires y en 1948 profesor titular de dicha cátedra hasta 1952. Decano de la citada facultad entre 1962-1967 y 1977-1982.
Ocupó la cátedra de Sociología en las Facultades de Derecho y Ciencias Sociales y de Filosofía y Humanidades de la Universidad Nacional de Córdoba entre 1955-1970. Dio cátedra en la Universidad Nacional de Tucumán y en otros altos centros de estudio de América. Miembro y presidente de la Academia Nacional de Derecho y Ciencias Sociales de Córdoba (1974-1984)
Asimismo fue el fundador de la Academia Argentina de Sociología y de la Asociación Latinoamericana de Sociología (ALAS) y su primer presidente entre 1951-1964. Además de Presidente del Instituto Internacional de Sociología (1963-1969).
Poviña intentó una bastante lograda síntesis del historicismo conceptual de Max Weber con la sociología inductiva de Émile Durkheim.

## Obras principales
- Historia de la sociología Latinoamérica (1941).
- Curso de Sociología (1945).
- Cuestiones de Sociología Ontológica (1949).
- Teoría del Folclore (1954).
- Nueva historia de la sociología latinoamericana (1959).
- Tratado de la sociología (1977).

- Datos: Q328288